# Humanistische Revolutionaire Partij
De Humanistische Revolutionaire Partij (Vietnamees: Việt Nam Nhân xã Cách mạng Đảng) was een politieke partij in Zuid-Vietnam die van 1967 tot 1975 bestond. Van 1969 tot 1975 maakte de partij deel uit van het Nationaal Sociaal-Democratisch Front (Mặt trận Quốc gia Dân chủ Xã hội), een koepelorganisatie waar verscheidene partijen bij waren aangesloten en werd geleid door president van de republiek Nguyễn Văn Thiệu. De Humanistische Revolutionaire Partij was de opvolger van de Personalistische Revolutionaire Arbeiderspartij (Cần lao Nhân vị Cách Mạng Ðảng) van de in 1963 vermoordde president Ngô Đình Diệm.

## Geschiedenis
De moord op president Ngô Đình Diệm en diens broer Ngô Đình Nhu in 1963 bij een staatsgreep leidde tot de ontbinding van de Personalistische Revolutionaire Arbeiderspartij, ook wel bekend als de Can Lao Partij. Reeds in 1965 werden er plannen gemaakt door oud-aanhangers van president Diệm om diens partij weer nieuw leven in te blazen. Uiteindelijk werd in 1967 de Humanistische Revolutionaire Partij opgericht als opvolger van de Can Lao Partij. In mei 1969 was de Humanistische Revolutionaire Partij samen met vijf andere partijen betrokken bij de oprichting van het Nationaal Sociaal-Democratisch Front, een koepelorganisatie die onder leiding kwam te staan van president Nguyễn Văn Thiệu.
De verovering door communistische troepen (Viet Cong) van Zuid-Vietnam in 1975 leidde tot de ontbinding van alle politieke partijen, waaronder de Humanistische Revolutionaire Partij.
De partij werd vooral gesteund door inwoners van de centrale provincies van Zuid-Vietnam en Rooms-katholieken.